# Souvrství Wahweap

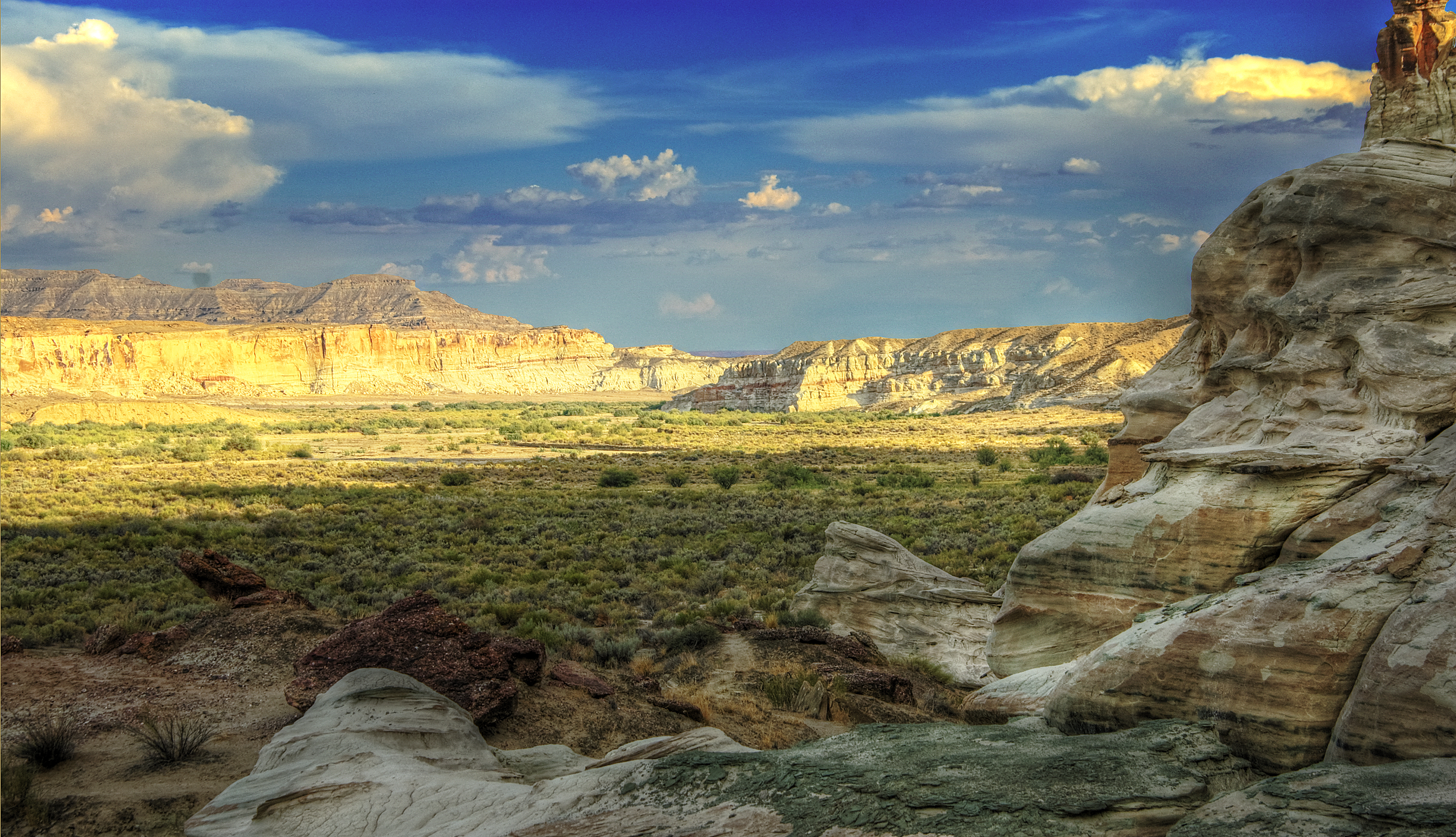
Sedimenty souvrství Wahweap v oblasti Údolí řeky Wahweap.

Souvrství Wahweap je geologickou formací na území jižního Utahu a severní Arizony v USA. Stáří sedimentů činí 82,2 až 77,3 milionu let, jedná se tedy o usazeniny z pozdní křídy (geologický stupeň kampán). Název souvrství je odvozen od řeky Wahweap Creek, protékající v blízkosti typové lokality. Oblast Lake Powell s výchozy sedimentů tohoto souvrství se nachází na území chráněné přírodní rezervace Grand Staircase-Escalante National Monument.

## Charakteristika

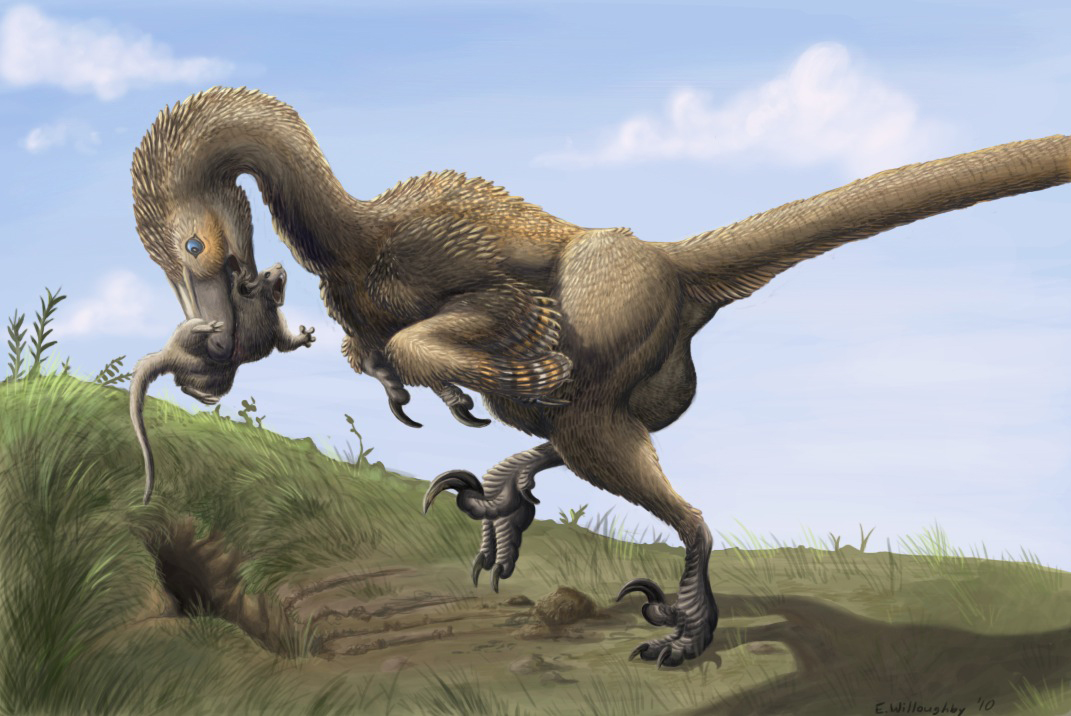
Saurornitholestes pojídá savce, kterého vyhrabal z jeho nory. Tento příběh se skutečně odehrál, neboť jej prozrazují ichnofosilie ze souvrství Wahweap.

Průměrná mocnost sedimentů v souvrství Wahweap je zhruba 375 metrů. Z hornin zde převažuje pískovec (proto také druhý název Wahweap Sandstone), v menší míře pak jílovitá břidlice. Souvrství bylo formálně definováno v roce 1931. Kromě četných fosilií dinosaurů byly v sedimentech tohoto souvrství objeveny také zkameněliny několika vývojových linií druhohorních savců (včetně objevů jejich pravděpodobných nor a stop po jejich vyhrabávání ze strany dravých teropodů), velká množství schránek (ulit) plžů, dále fosilie četných ryb, paryb a v neposlední řadě i zkamenělé kmeny tehdejších stromů.

## Dinosauří fauna
Rohatí dinosauři
- Diabloceratops titusi[7]
- Machairoceratops cronusi[8]

Ornitopodi
- Acristavus gagslarsoni[9]
- Adelolophus hutchisoni[10]

Teropodi
- Lythronax argestes[11]
- Saurornitholestes sp.[12]